# アン・サヴェージ
アン・サヴェージ（Ann Savage、1921年2月19日 - 2008年12月25日）は、アメリカ合衆国の女優である。日本語では「アン・サヴェッジ」と表記されることもある。『恐怖のまわり道』への出演で知られている。

## 経歴
1921年2月19日、サウスカロライナ州コロンビアに生まれる。幼い頃、家族とともにカリフォルニア州ロサンゼルスへ移り住み、10代の頃にはマックス・ラインハルトの演技学校に通った。
コロンビア ピクチャーズと契約した彼女は、1943年、11本の映画に出演する。1945年には、エドガー・G・ウルマー監督のフィルム・ノワール『恐怖のまわり道』に出演した。いくつかのテレビ出演を除き、1953年以降は女優業から退いていたが、1986年に『Fire with Fire』で33年ぶりの映画出演を果たす。2007年、『My Winnipeg』に出演する。
2008年12月25日、カリフォルニア州ハリウッドにて死去。87歳没。

## フィルモグラフィー

### 映画
- 風を起す女（1943年）
- 恐怖のまわり道（1945年）
- Fire with Fire（1986年）
- My Winnipeg（2007年）